# Mount-Cook-Nationalpark (Neuseeland)
Der 707 km² große Mount-Cook-Nationalpark, Maori Aoraki befindet sich auf der Südinsel Neuseelands. Er wurde 1953 eingerichtet und umfasst eine alpine Hochgebirgslandschaft, die an den Westland-Nationalpark angrenzt. Gemeinsam mit dem Westland-, dem Fiordland- und dem Mount-Aspiring-Nationalpark bildet der Mount-Cook-Nationalpark die sogenannte Te Wahipounamu World Heritage Area. Namensgeber des Nationalparks ist der Aoraki/Mount Cook, mit 3724 m der höchste Berg der Neuseeländischen Alpen.
Der Nationalpark gehört seit 1986 zum Weltnaturerbe der UNESCO. Seit 2012 ist er auch als Lichtschutzgebiet als Aoraki/Mackenzie International Dark Sky Reserve ausgewiesen.
Ausgangspunkt für zahlreiche Freizeitaktivitäten (Wandern, Bergsteigen, Skifahren, Rundflüge) ist der Ort Aoraki/Mount Cook, der auch Übernachtungsmöglichkeiten bietet. Im Park selbst gibt es 17 Schutzhütten für Bergwanderer.

## Flora und Fauna

### Flora
Im Mount-Cook-Nationalpark gibt es kaum Wald, was eine Folge sowohl natürlicher Faktoren (Klima, Steilheit, Fehlen geeigneter Böden) als auch menschlicher Einflüsse (Feuer der Maori, später der Europäer; Schäden durch eingeführte Tiere wie Rotwild, Gämsen, Springböcke, Kaninchen und Hasen) ist. Dennoch finden sich über 550 Arten alpiner Flora (ohne Moose, Flechten und Algen), von denen 135 endemisch sind.
Zu den auffälligsten gehören:
- Gelbe Butterblume (Yellow Buttercup, Ranunculus acraeus)
- Gebirgsgänseblümchen (Mountain Daisy, Celmisia verbascifolia)
- Goldenes Speergras (Golden Spaniard, Aciphylla aurea)
- Riesen-Gebirgsbutterblume (Giant Mountain Buttercup, Ranunculus lyallii)
- Schafsteppich (Vegetable Sheep, Raoulia eximia)
- Schnee-Enzian (Snow Gentian, Gentiana bellidifolia)
- Südinsel-Edelweiß (South Island Edelweiss, Leucogenes grandiceps)

Besonders ins Auge fallen in den Tallagen auch die vielfarbigen Lupinen, die allerdings ursprünglich nicht hier heimisch waren.

### Vögel
- Der Felsenstummelschwanz (Rock Wren oder Piwauwau, Xenicus gilviventris) ist ebenfalls hier endemisch, nachdem er auf der Nordinsel bereits ausgerottet wurde. Dieser etwa 10 cm lange, gelbgrün (Männchen) bzw. olivbraun (Weibchen) gefärbte Sperlingsvogel ist ein schlechter Flieger und verlässt die hochalpine Zone nur selten.
- An Greifvögeln lassen sich die Sumpfweihe (Australian Harrier oder Kāhu, Circus approximans) und, weniger häufig, der Maorifalke (New Zealand Falcon oder Kārearea, Falco novaeseelandiae) beobachten.
- Der Kea (Bergpapagei, Nestor notabilis) lebt überwiegend nahe der Baumgrenze, ist aber auch in großen Höhen zu beobachten. Er ist in den Neuseeländischen Südalpen endemisch. Im 20. Jahrhundert ist die Zahl dieser Vögel durch Bejagung stark zurückgegangen; Grund dafür war die (wohl stark übertriebene) Tatsache, dass sie gelegentlich die Schafe der Farmer angreifen. Inzwischen ist der Kea streng geschützt.
- Trotz des fast vollständigen Fehlens von Wald lassen sich einige Waldvögel im Mount-Cook-Nationalpark beobachten, darunter der Grünstummelschwanz (Riflemen, Acanthisitta chloris), der Maori-Glockenhonigfresser (Bellbird, Anthornis melanura), der Maorischnäpper (Tomtit, Petroica macrocephala), der Graumantel-Brillenvogel (Silvereye, Zosterops lateralis) sowie – seltener – der Tui (Prosthemadera novaeseelandiae).
- Die zahlreichen Flussläufe im Nationalpark bilden den Lebensraum vieler Watvögel, darunter Schiefschnabel-Regenpfeifer (Wrybill, Anarhynchus frontalis), Graubauch-Seeschwalbe (Black-fronted Tern, Sterna albostriata), Doppelbandregenpfeifer (Banded Dotterel, Charadrius bicinctus), Südinsel-Austernfischer (South-Island Pied Oystercatcher, Haematopus finschi) und Stelzenläufer (Pied Stilt, Himantopus himantopus). Auch der extrem seltene Schwarze Stelzenläufer (Black Stilt, Himantopus novaezelandiae) findet sich hier noch in wenigen Exemplaren.
Neben anderen Enten- und Gänsearten ist besonders die Paradiesgans (Paradise Shelduck, Tadorna variegata) auffällig.

### Insekten
Es gibt zahlreiche endemische Arten von Schmetterlingen, Grashüpfern und anderen Insekten sowie Spinnen. Bemerkenswert wegen ihrer Frosttoleranz ist besonders die Neuseeländische Weta (Alpine Weta, Hemideina maori), die noch in Höhen über 3000 m heimisch ist.